# Lista de prefeitos de Barbacena (Minas Gerais)
Esta é a lista de prefeitos e vice-prefeitos da cidade de Barbacena, estado brasileiro de Minas Gerais.
| Nº | Nome                                                                    | Imagem | Partido      | Vice-prefeito                          | Início do mandato       | Fim do mandato          | Observações                                   |
| 1  | José Bonifácio Lafayette de Andrada                                     |        | PRM/ PP      | —                                      | 9 de outubro de 1930    | 16 de novembro de 1935  | Prefeito nomeado                              |
| 2  | João Raimundo Vieira de Figueiredo                                      |        | PP           | —                                      | 17 de novembro de 1935  | 19 de agosto de 1936    | Prefeito nomeado                              |
| 3  | Amadeu Andrada de Lacerda Rodrigues                                     |        | PP           | —                                      | 20 de agosto de 1936    | 10 de novembro de 1937  | Prefeito eleito                               |
| 4  | Altair José Savassi (1º mandato)                                        |        | PP           | —                                      | 31 de agosto de 1938    | 29 de novembro de 1938  | Prefeito nomeado                              |
| 5  | José Francisco Bias Fortes                                              |        | PP           | —                                      | 30 de novembro de 1938  | 15 de novembro de 1945  | Prefeito nomeado                              |
| 6  | Carlos da Mata Machado                                                  |        | PSD          | —                                      | 16 de novembro de 1945  | 4 de fevereiro de 1946  | Prefeito nomeado                              |
| 7  | Altair José Savassi (2º mandato)                                        |        | PSD          | —                                      | 5 de fevereiro de 1946  | 1º de janeiro de 1947   | Prefeito nomeado                              |
| 8  | José Edwards Ribeiro (1º mandato)                                       |        | PSD          | —                                      | 1º de janeiro de 1947   | 31 de março de 1947     | Prefeito nomeado                              |
| 9  | João Batista de Sousa Gomes                                             |        | UDN          | —                                      | 31 de março de 1947     | 15 de fevereiro de 1948 | Prefeito nomeado                              |
| 10 | Teobaldo Tollendal                                                      |        | PR/ UDN      | Geraldo Xavier                         | fevereiro de 1948       | 30 de janeiro de 1951   | Prefeito e vice eleitos em sufrágio universal |
| 11 | José Edwards Ribeiro (2º mandato)                                       |        | PSD          | Ângelo Pastorini                       | 31 de janeiro de 1951   | 4 de abril de 1955      | Prefeito e vice eleitos em sufrágio universal |
| 12 | Oswaldo Fortini                                                         |        | PSD          | Durval Garizo Becho                    | 5 de abril de 1955      | 30 de janeiro de 1959   | Prefeito e vice eleitos em sufrágio universal |
| 13 | Amilcar Henrique Savassi                                                |        | PSD          | José Crispim                           | 31 de janeiro de 1959   | 30 de janeiro de 1963   | Prefeito e vice eleitos em sufrágio universal |
| 14 | José Eugênio Dutra Câmara (1º mandato)                                  |        | PSD          | Estefano Pedro Trad, Fanico            | 31 de janeiro de 1963   | 31 de janeiro de 1967   | Prefeito e vice eleitos em sufrágio universal |
| 15 | Simão Tamm Bias Fortes                                                  |        | PSD          | João Batista Costa Sad                 | 1° de fevereiro de 1967 | 6 de julho de 1970      | Prefeito e vice eleitos em sufrágio universal |
| 16 | João Batista Costa Sad, Zizo                                            |        | PSD          | —                                      | 7 de julho de 1970      | 31 de janeiro de 1971   | Vice-prefeito eleito no cargo de Prefeito     |
| 17 | João Lopes da Silva                                                     |        | PSD/ ARENA   | José Campos Junior                     | 1° de fevereiro de 1971 | 31 de janeiro de 1973   | Prefeito e vice eleitos em sufrágio universal |
| 18 | José Eugênio Dutra Câmara (2º mandato)                                  |        | PSD/ ARENA   | José Anselmo de Oliveira, Sr. Juquinha | 1° de fevereiro de 1973 | 31 de janeiro de 1977   | Prefeito e vice eleitos em sufrágio universal |
| 19 | Vicente de Paulo Araújo (1º mandato)                                    |        | UDN/ ARENA-1 | Walter Borges                          | 1° de fevereiro de 1977 | 31 de janeiro de 1983   | Prefeito e vice eleitos em sufrágio universal |
| 20 | Professor Lídio Lusca                                                   |        | PMDB         | Ronaldo de Vaz Melo (PMDB)             | 1° de fevereiro de 1983 | 20 de abril de 1988     | Prefeito e vice eleitos em sufrágio universal |
| 21 | Ronaldo de Vaz Melo                                                     |        | PMDB         | —                                      | 20 de abril de 1988     | 31 de dezembro de 1988  | Vice-prefeito eleito no cargo de Prefeito     |
| 22 | Vicente de Paulo Araújo (2º mandato)                                    |        | PMDB         | Amarílio Augusto de Andrade (PMB)      | 1° de janeiro de 1989   | 31 de dezembro de 1992  | Prefeito e vice eleitos em sufrágio universal |
| 23 | Antônio Carlos Doorgal de Andrada (1º mandato)                          |        | PDS          | Paulo Antônio Scarpelli (PRP)          | 1° de janeiro de 1993   | 31 de dezembro de 1996  | Prefeito e vice eleitos em sufrágio universal |
| 24 | Paulo Antônio Scarpelli                                                 |        | PRP          | Tarcísio Washington de Carvalho        | 1° de janeiro de 1997   | 31 de dezembro de 2000  | Prefeito e vice eleitos em sufrágio universal |
| 25 | Célio Copati Mazoni                                                     |        | PMDB         | Sebastião Hilário da Silva (PMDB)      | 1° de janeiro de 2001   | 31 de dezembro de 2004  | Prefeito e vice eleitos em sufrágio universal |
| 26 | Martim Francisco Borges de Andrada                                      |        | PSDB         | Jairo Furtado Toledo (PRTB)            | 1° de janeiro de 2005   | 31 de dezembro de 2008  | Prefeito e vice eleitos em sufrágio universal |
| 27 | Danuza Bias Fortes Carneiro                                             |        | PMDB         | Edson Rezende Morais (PT)              | 1° de janeiro de 2009   | 31 de dezembro de 2012  | Prefeita e vice eleitos em sufrágio universal |
| 28 | Antônio Carlos Doorgal de Andrada (2º mandato)                          |        | PSDB         | Mário Raimundo de Melo (PSDB)          | 1° de janeiro de 2013   | 31 de dezembro de 2016  | Prefeito e vice eleitos em sufrágio universal |
| 29 | Luís Álvaro Abrantes Campos                                             |        | PSB          | Ângela Maria Kilson (PSDB)             | 1° de janeiro de 2017   | 31 de dezembro de 2020  | Prefeito e vice eleitos em sufrágio universal |
| 30 | Carlos Augusto Soares do Nascimento, Carlos Du (Barbacena, 25.11.1991–) |        | MDB          | José Aloísio Dias (MDB)                | 1° de janeiro de 2021   | Atual                   | Prefeito e vice eleitos em sufrágio universal |